# Kombongu
 (janvier 2019).
Pour la localité du Burkina Faso, voir Kombongou.
Kombongu est une petite ville du Togo.

## Géographie
- Kombongu est situé à environ 48 km au Nord-Est de Dapaong.